# Aleksandar Jovičić
Aleksandar Jovičić (Banja Luka, 1995. július 18. –) bosznia-hercegovinai válogatott labdarúgó, a Kisvárda játékosa.

## Pályafutása

### Klubcsapatokban
Jovičić a bosznia-hercegovinai Rudar Prijedor akadémiáján kezdte el labdarúgó-pályafutását, a bosznia-hercegovinai élvonalban 2013. április 24-én debütált egy Željezničar elleni mérkőzésen. Jovičić 2016-ig Bosznia-Hercegovinában futballozott, majd 2016 és 2022 között több horvát klubnál is futballozott (Slaven Belupo, Istra 1961, Gorica). 2022 novemberében szerződtette őt a magyar élvonalbeli Kisvárda csapata.

### Válogatott
Többszörös bosznia-hercegovinai utánpótlás-válogatott. A felnőtt válogatottban 2021. június 2-án mutatkozott be egy Montenegró elleni barátságos mérkőzésen.

#### Mérkőzései a bosznia-hercegovinai válogatottban
| #  | Dátum               | Ellenfél   | Eredmény | Kiírás              | Esemény |
| -- | ------------------- | ---------- | -------- | ------------------- | ------- |
| 1. | 2021. június 2.     | Montenegró | 0 – 0    | barátságos mérkőzés |         |
| 2. | 2021. szeptember 4. | Kuvait     | 1 – 0    | barátságos mérkőzés |         |

## Statisztika

### A bosnyák válogatottban
| Bosznia-Hercegovina | Bosznia-Hercegovina | Bosznia-Hercegovina |
| Év                  | Mérk.               | Gólok               |
| ------------------- | ------------------- | ------------------- |
| 2021                | 2                   | 0                   |
| Összesen            | 2                   | 0                   |

## Sikerei, díjai
HNK Gorica
- Aréna kupa (1): 2020

 Kisvárda FC
- NB II bajnok (1): 2024–25